# Central Coast Stadium
Das Central Coast Stadium (voller Name: Central Coast Stadium at Grahame Park) ist ein Rugby- und Fußballstadion in der australischen Stadt Gosford, Bundesstaat New South Wales, das 20.059 Zuschauern einen Sitzplatz bietet. Unter anderem finden hier Spiele der National Rugby League statt. Hauptsächlich bekannt ist es als Heimspielstätte des Fußballclubs Central Coast Mariners aus der A-League Men.

## Geschichte
Das Stadion wurde im Jahr 2000 eröffnet. 2003 war es Spielstätte für drei Gruppenspiele der Rugby-Union-Weltmeisterschaft 2003. Einen Mieter gewann das Stadion 2005 mit dem Fußballclub Central Coast Mariners, der in der im selben Jahr neu gegründeten A-League spielt. Gelegentlich finden immer noch Rugby-Spiele in der Arena statt, die für mehrere Sportarten gebaut wurde.
Die australische Fußballnationalmannschaft bestritt am 18. August 1976 ein Länderspiel im Grahame Park gegen Hongkong (2:0).

## Name
Über die Jahre gab es mehrere Namensänderungen, die in erster Linie auf verschiedene Sponsoren zurückzuführen sind. Seit dem 1. Juli 2025 ist Polytec, ein Unternehmen für Dekorplatten und Laminate, Namenssponsor des Stadions. Der Vertrag läuft bis zu 15 Jahre.
- Waterside Park, ab 1915;
- Grahame Park, ab 1939;
- NorthPower Stadium Grahame Park, ab Januar 2000;
- Central Coast Stadium at Grahame Park, ab 23. September 2002;
- Central Coast Express Advocate Stadium at Grahame Park, ab 11. Februar 2003;
- Central Coast Stadium at Grahame Park, ab 21. März 2005;
- Central Coast Bluetongue Stadium at Grahame Park, ab 28. März 2006;
- Central Coast Stadium at Grahame Park, ab 25. Januar 2014;
- Industree Group Stadium, ab November 2023;
- Polytec Stadium, seit dem 1. Juli 2025.